# University of York
University of York (forkortet som Ebor eller York) er kollegie-, plate glass og forskningsuniversitet, der ligger i byen York i England. Det blev etableret i 1963, og det er siden blev udvidet til mere end 30 centre og institutter der dækker en bred mængde af emner og fag.
Det ligger i den sydvestlige del af York, og campus dækker omkring 200 ha. Det oprindelige Heslington West (eller Campus West) campus inkorporere York Science Park og National Science Learning Centre, og naturområder med en sø og drivhus. I maj 2007 fik universitetet tilladelse til at udvide hovedcampus til øst for landsbyen Heslington. Det andet campus, kaldet Heslington East eller Campus East, åbnede 2009 og har nu tre kollegier, og tre afdelinger samt konferencefaciliteter, sportsby og et start-up "inkubator". Institutionen lejer King's Manor i midtbyen i York.
York er et kollegieuniversitet og alle de studerende bor på en af ni kollegier. Det niende blev grundlagt i 2014 og hedder Constantine efter den romerske kejser Konstantin 1., der blev udnævnt Augustus i York i år 306. Der var planer om at opføre to nye kollegier i nær fremtid.
I 2014 rangerede Research Excellence Framework York som det 14. bedste forskningsinstitut i Storbritannien på baggrund af deres forskning. Universitetet er rangeret 10. til 20. bedste i alle tre nationale oversigter, international rangeres det fra 100 til 150 i tre af de fire store oversigter og uden for top 200 i den fjerde. I 2012 blev York en del af Russell Group of research-intensive British universities.